# Reinhard Schütte (Wirtschaftsinformatiker)
Reinhard Schütte  (* 1967) ist ein deutscher Wirtschaftsinformatiker und Professor für Wirtschaftsinformatik und integrierte Informationssysteme an der Universität Duisburg-Essen.

## Karriere
Er studierte und promovierte an der Westfälischen Wilhelms-Universität in Münster, war als Wissenschaftlicher Assistent an der Universität Essen, vertrat den Lehrstuhl für Industrielles Management an der Universität Koblenz und habilitierte in Münster. 2013 wurde er an der Zeppelin Universität Professor für Informationsmanagement und Handelsinformationssysteme und seit 2015 hat er einen Lehrstuhl für Wirtschaftsinformatik an der Universität Duisburg-Essen.
Seine Forschungsinteressen umfassen die Akzeptanz- und Wirkungsanalyse von IT-Systemen in Organisationen, der Informationsmodellierung, dem Management großer Applikationslandschaften und der Transformation von Unternehmen und dem Einsatz neuer Technologien im Zuge der Digitalisierung. Er ist Autor und Herausgeber von Büchern und Tagungsbänden und hat Artikel in nationalen und internationalen Journals veröffentlicht.
Neben seiner wissenschaftlichen Laufbahn hat er mehr als ein Jahrzehnt die Verantwortung in diversen Handelsunternehmen als Vorstand sowie als Programmverantwortlicher für große Transformationsprogramme getragen.

## Publikationen
- R. Schütte, S. Seufert, T. Wulfert: IT-Systeme wirtschaftlich verstehen und gestalten – Methoden – Paradoxien – Grundsätze. Springer Gabler, Wiesbaden 2022, ISBN 978-3-658-34615-7.
- J. Becker, R. Schütte: Handelsinformationssysteme – Domänenorientierte Einführung in die Wirtschaftsinformatik. Redline Wirtschaft, Landsberg 2004, ISBN 3-636-03144-9.
- M. Rosemann, T. Rotthowe, R. Schütte: Referenzmodelle zur Auswahl und Einführung von Standardsoftware. In: P. Wenzel (Hrsg.): Business Computing mit SAP R/3. Vieweg+Teubner Verlag, Wiesbaden 1999, ISBN 3-528-05683-5.